# كعكة منفراتة
كعكة أو تُرتة مُنفِراتة أو مُنفراتو كعكة خريفية لتلال مُنفراتة في شمال غرب إيطاليا، وهي كعكة مصنوعة من اليقطين أو التفاح والسكر مع المُلوَّز والشكلاط والبيض والروم وتُخبز في الفرن.